# Белоброва, Нина Павловна
Нина Павловна Белоброва (в замужестве Миронова; 1922—2004) — советская женщина-снайпер Великой Отечественной войны.

## Биография
Родилась 9 января 1922 года в Ярославле.
В ряды РККА была призвана 17 декабря 1942 года Кировским районным военкоматом города Ярославля. В подмосковном городе Подольске окончила Центральную женскую школу снайперской подготовки. С августа 1943 года находилась в действующей армии.
Служила снайпером 2-го стрелкового батальона 64-го Гвардейского стрелкового полка (21-я гвардейская стрелковая дивизия, 3-я ударная армия).
За годы войны снайперский счёт гвардии старшего сержанта Н. П. Белобровой составил 70 уничтоженных солдат и офицеров противника. В конце войны Нина Белоброва была назначена на должность командира взвода армейской роты снайперов-девушек, занималась их подготовкой и обучением. Войну окончила в Берлине.
Умерла 29 октября 2004 года.
Была награждена орденами Славы 3-й и 2-й степеней (1944, 1944) и орденами Отечественной войны 2-й (1944, 1985) и 1-й (1944) степеней, а также медалями, в числе которых медаль «За отвагу» и «За взятие Берлина».